# Andrea Murez
Andrea Murez, född 29 januari 1992, är en israelisk-amerikansk simmare.

## Karriär
Murez tävlade i tre grenar (50 meter frisim, 100 meter frisim och 4 x 100 meter frisim) för Israel vid olympiska sommarspelen 2016 i Rio de Janeiro, där hon blev utslagen i försöksheatet på samtliga grenar.
I juli 2021 vid OS i Tokyo tävlade Murez i fyra grenar. Individuellt slutade på 30:e plats på 50 meter frisim, 22:a plats på 100 meter frisim med ett israeliskt rekord på 54,06 sekunder samt 19:e plats på 200 meter frisim. Murez var även en del av Israels kapplag tillsammans med Anastasia Gorbenko, Itay Goldfaden och Gal Cohen Groumi som slutade på 8:e plats på 4×100 meter mixed medley.
Vid EM 2024 i Belgrad var Murez en del av Israels lag som tog guld på 4×100 meter mixed medley. Hon erhöll ytterligare ett guld på 4×200 meter frisim efter att ha simmat försöksheatet där Israel sedermera tog medalj.